# 川本芳太郎
川本 芳太郎（かわもと よしたろう、1898年（明治31年）6月15日 - 1975年（昭和50年）11月24日）は、日本の陸軍軍人。最終階級は陸軍少将。

## 経歴
広島県出身。川本清次郎の長男として生まれる。広島陸軍地方幼年学校、陸軍中央幼年学校を経て、1919年（大正8年）5月、陸軍士官学校（31期）を卒業。同年12月、歩兵少尉に任官し歩兵第39連隊付となる。1928年（昭和3年）12月、陸軍大学校（40期）を卒業した。
1929年（昭和4年）3月、歩兵第39連隊中隊長に就任。同年12月、支那駐屯軍司令部付となる。同軍参謀、参謀本部員（支那課）、参謀本部付を務め、1934年（昭和9年）8月、歩兵少佐に進級。参謀本部員を経て、1937年（昭和12年）11月、歩兵中佐に昇進し陸軍省軍務局課員に就任。1938年（昭和13年）12月、興亜院調査官に転じた。1939年（昭和14年）6月、大本営付兼北支那方面軍司令部付（竹機関長）に発令され日中戦争に出征。同年8月、歩兵大佐に昇進し、同年9月、支那派遣軍司令部付となった。
1940年（昭和15年）4月、南京政府軍事顧問に就任。1941年（昭和16年）8月、支那派遣軍参謀に転じた。1942年（昭和17年）4月、第5師団参謀長に発令され太平洋戦争に出征。カイ諸島トアールに駐屯した。同年12月、留守近衛師団司令部付となり帰国。1943年（昭和18年）6月、支那派遣軍参謀に発令され中国戦線に出征。1944年（昭和19年）3月、陸軍少将に進級し支那派遣軍総参謀副長兼上海陸軍部長に就任して終戦を迎えた。1946年（昭和21年）4月に復員した。
1946年8月、日本通商社長に就任した。1947年（昭和22年）11月28日、公職追放仮指定を受けた。